# IC 3899
IC 3899 је спирална галаксија у сазвјежђу Береникина коса која се налази на листи објеката дубоког неба у Индекс каталогу.
Деклинација објекта је + 20° 38' 13" а ректасцензија 12h 55m 40,6s. Привидна величина (магнитуда) објекта IC 3899 износи 16,7 а фотографска магнитуда 17,5. IC 3899 је још познат и под ознакама NPM1G +20.0336, PGC 1632466.